# Nitrobenzol
A nitrobenzol szerves vegyület, a kémiai képlete C6H5NO2. A legegyszerűbb aromás nitrovegyület. Benzolgyűrűt tartalmaz, gyűrűjéhez egy nitrocsoport kapcsolódik. Színtelen vagy halványsárga színű, erősen fénytörő folyadék. Szaga a keserűmanduláéra emlékeztet. Alig oldódik vízben, alkohol és éter jobban oldja. Nagy mennyiségben használják anilin előállítására, amit például festékek készítésekor alkalmaznak. Erős méreg.

## Kémiai tulajdonságai
A nitrobenzol legfontosabb reakciója a redukciója anilinná. Ez a folyamat könnyen lejátszódik. A redukció cinkporból vagy vasporból sósavval fejlesztett hidrogénnel valósítható meg.

## Élettani hatása
A nitrobenzol erős méreg. Gyomorból felszívódva, bőrrel érintkezve és a gőzeit belélegezve is mérgező. Az enyhébb mérgezés tünetei a fejfájás és a hányinger. A súlyosabb mérgezés látási zavarokat okoz és akár halálhoz is vezethet.

## Előállítása
A nitrobenzol benzolból állítható elő nitrálással. Ez a folyamat tömény kénsav és salétromsav 2:1 térfogatarányú  elegye, az úgynevezett nitrálósav hatására játszódik le. A nitrálás során a kénsav reakcióba lép a salétromsavval, a reakcióban nitrilkation (NO+2, régiesen nitróniumion) keletkezik. Ez a nitrilkation reagál a benzollal.

## Felhasználása
A nitrobenzolt legnagyobb mennyiségben anilin előállítására használják. Köztes termék azovegyületek és heterociklusos vegyületek (például kinolin) előállításánál. Fukszin készítésére is használják. Régen illatszereket és szappanokat is illatosítottak vele, de erre a célra már toxicitása miatt nem használható.